# Общие ресурсы
Существует множество различных значений термина «общие ресурсы». Первоначально этот термин был введен Гарретом Хардином в книге «Трагедия общих ресурсов», однако важность общих ресурсов и глобальных сообществ подчеркнула Элинор Остром.
Другие трактовки понятия «общие ресурсы» имеют свою уникальную сторону и вклад в теорию общности.

## Различные определения понятия «общие ресурсы»
Де Анджелис использует форму множественного числа этого термина, поскольку рассматривает общинные ресурсы как автопоэтическую социальную систему, которая существует «вне» капитала. Автопоэтическая система воспроизводит те же компоненты, из которых она состоит (через эти же компоненты и взаимодействия). Поскольку общины являются социальными системами, то целью автопоэзиса является воспроизведение функций сообщества, которые заключаются в совместном использовании ресурсов и установлении правил внутри сообществ. Примерами могут служить общественные организации и ассоциации, социальные центры, ассоциации соседей, практика коренных народов, домашние хозяйства, одноранговые сети в киберпространстве.
Федеричи и Каффенцис используют термин «общие ресурсы» во множественном числе. Во-первых, в своей совместной работе «Общины против и за пределами капитализма» они знаменито заявили: «Нет общин без сообщества», чтобы подчеркнуть роль сообщества как главного действующего лица в создании и поддержании общин. Поскольку общинное управление такими ресурсами, как вода, земля и леса, может осуществляться только на местном уровне, и оно необходимо для выживания человечество, чем искусственные ресурсы, как интернет, они выступали против «глобальных общины». Во-вторых, основываясь на работе де Анджелиса, Федеричи и Каффенцис рассматривали коммуны как «вне» капиталистической системы, но пошли дальше, выступая за «антикапиталистические коммуны» как средство «избежать капиталистических и рыночных правил».
Хардт и Негри используют сингулярную форму, чтобы обеспечить радикальный отход от «физических ресурсов» общего, и вместо этого фокусируются на технологическом производстве неолиберализма, которое требует «расширения общего». Понятие «общины» у Хардта и Негри включает языки, коды, амбиции метрополий, институты, способы социальности и многое другое. Они подчеркнули роль открытого доступа, включения демократического управления и совместных усилий в создании ресурса.
Костакис и Баувенс используют множественное число этого слова; как и Хадрт и Негри, эти два ученых фокусируются на технологическом производстве, в частности на пиринговом производстве (P2P), основанном на сообществах, и цифровых сообществах. Для них P2P — это тип социальных отношений, который не ограничивается физическими сообществами, описанными Остром, а является глобальным сообществом, в котором любой равный может свободно вносить свой вклад в «ресурс». Более того, в их совместной книге ‘Peer to Peer: The Commons Manifesto’, они утверждают, что «сотрудничество часто не требует разрешения, то есть одному не нужно разрешение другого, чтобы внести свой вклад». Примерами таких типов сообществ являются Википедия, проекты свободного программного обеспечения с открытым исходным кодом и многие другие.

## Экономические теории: Трагедия общин и Элинор Остром
В 1968 году Гаррет Хардин ввел слово «община» в политическую сферу, опубликовав свое произведение «Трагедия общины». В своей работе Хардин использует метафору пастуха, который, стремясь к максимизации собственной выгоды, постоянно добавляет новых животных, чтобы кормить их на пастбище. Проблема в том, что все остальные пастухи также руководствуются своими корыстными интересами и тоже добавляют новых животных в свое стадо. В конце концов земля становится перевыпасной, истощается и не может быть использована, что приводит к трагедии общего пользования. Без внешнего посредника, Хардин провозглашает, что пользователи общей земли будут свободно пользоваться ресурсом до его истощения. Политические меры по предотвращению подобных трагедий были сосредоточены вокруг приватизации и регулированием земельных ресурсов.
Однако работа Хардина широко критиковалась за то, что он путает «ресурсы, управляемые сообществом» с «ресурсами открытого доступа», где последние характеризуются сложностью определения их границ.
Одним из самых больших критиков работы Хардина является Элинор Остром (которая была удостоена Нобелевской премии по экономическим наукам в 2009 году «за анализ экономического управления, особенно в сфере общин»). В своей дебютной книге «Управление общинами: эволюция институтов коллективных действий» (1990) Остром ещё больше опровергает идею Хардина о том, что люди руководствуются исключительно собственными интересами. Остром фокусируется на ресурсах общего пользования, или РОП, и указывает на то, что Хардин упрощает социальные взаимодействия между пользователями и их общим ресурсом. На конкретных примерах Остром иллюстрирует эту сложную реальность. Она определила 8 принципов, которые направляют пользователей к самоорганизации и заключению договора о сотрудничестве и поддержании несущей способности РОП, чтобы получать выгоду от них в долгосрочной перспективе. Поэтому, продолжая метафору пастухов, пастухов постоянно стимулируют наблюдать за поведением других пастухов и сообщать о любом деструктивном поведении в общину для решения проблемы. Этот контракт, путем проб и ошибок, постоянно реформируется для удовлетворения потребностей общины.
Принципы проектирования, иллюстрируемые долговечными институтами РОП:
1. Четко определённые границы
2. Соответствие между правилами присвоения и предоставления и местными условиями.
3. Механизмы коллективного выбора
4. Контроль
5. Градуированные санкции
6. Механизмы разрешения конфликтов
7. Минимальное признание права на организацию
Для РОП, которые являются частью более крупных систем:
8. Вложенные предприятия.
Кроме того, как отмечает Остром, полагаться на регулирующие органы в управлении РОП может оказаться нежелательным. Регулирующие органы склонны совершать ряд ошибок. Только если регулирующие органы правильно определяют несущую способность РОП, точно контролируют действия и справедливо наказывают за несоответствующее поведение, тогда, по словам Остром, теоретически сценарий пастухов Хардина должен приводить к оптимальным результатам. Однако все эти факторы упираются в то, что регулирующие органы обладают достоверной и надежной информацией. На самом деле у регулирующих органов нет достаточно времени и места для принятия решения о пропускной способности РОП. А поскольку регулирующие органы не входят в состав РОП, им необходимо нанять собственных наблюдателей. Поскольку наблюдателей мотивируют деньги, а не общее благо, нет никакой гарантии, что их не принудят и не злоупотребят властью. Любая неполная или неверная информация может привести к гибели общины. Поэтому то, что делает объединение таким практичным, заключается в том, что через социальные отношения простолюдины могут саморегулировать друг друга, чтобы реагировать на постоянно меняющиеся свойства РОП.
Tаким образом, Остром не только опровергает аргумент Хардина о том, что люди склонны к максимизации собственных интересов, не имея стимула заботиться о земле, но и указывает на недостатки решения приватизации.

## Примеры сообществ в Восточной Европе
Creative Commons Poland
Лицензия Creative Commons Poland — это лицензия авторского права, которая позволяет упростить распространение контента, где другие имеют право делиться, использовать и развивать работу автора. Идея лицензии «Creative Commons» заключается в том, чтобы бросить вызов редуктивным законам об интеллектуальной собственности, которые на законных основаниях ограничивают творческие способности человека, и чтобы сделать его доступен для всех.
Creative Commons Poland и Centrum Cyfrowe работали вместе с Малопольским институтом культуры (MIC) над получением открытого лицензирования для продвижения культурного наследия Малопольши. В результате в 2013 году был запущен портал «Виртуальные музеи Малопольши», чтобы сделать культурное наследие общественным достоянием. Сегодня на портале представлены тысячи оцифрованных предметов из многочисленных музеев. Этот портал позволяет музеям сделать свою работу видимой и привлечь новую аудиторию.
Открытый Яздув
Open Jazdów — это проект сообщества «снизу вверх» в деревянных финских домах в Варшаве. Финские дома имеют историческое значение, поскольку они были частью военных репараций Финляндии СССР и служили временным жильём после разрушения Варшавы во время Второй мировой войны.
В 2011 году городской совет Варшавы хотел уничтожить последние 27 финских домов, чтобы построить новый поселок.
В 2012 году возник конфликт между жителями и городским советом.
В 2013 году жители и активисты создали массовую инициативу под названием Open Jazdów для сохранения финских домов. Фестиваль и другие мероприятия были организованы для демонстрации многофункциональных и преобразующих возможностей пространства.
В 2015 году городской совет признал право Open Jazdów после открытого консультационного письма.
Сегодня большинство домов занимаются неправительственными организациями, людьми, а некоторые используются для проведения общественных мероприятий. Территория по-прежнему открыта для публики и продолжает пополняться мероприятиями. Open Jazdów — это самоуправляемое сообщество, которое проводит ежемесячные встречи по поводу того, что они хотели бы сделать с пространством. Существует множество проектов. Например, один из проектов заключается в проведении образовательных и культурных мероприятий, которые в первую очередь направлены на развитие зеленых насаждений в Варшаве. Есть также 3 общественных сада, которые являются частью инициативы по распространению городских садов в городах, и школа городских пчеловодов, чтобы вернуть городское пчеловодство. Практика пчеловодства имеет преобразующий потенциал, так как она привела к легализации пчеловодства в городских городах.
Общины
После распада Советского Союза в начале 1990-х, лидеры общин, активисты движения за права коренных народов, этнографы и государственные чиновники начали разрабатывать радикально иную правовую базу для нового учреждения под названием «община». В основном это происходило на российском севере, в частности, в тундре или тайге, где наблюдается сильное присутствие коренных народов. Коллектив «общины» был создан как средство признания и сохранения культур коренных народов. Они предназначены для членов официально признанных коренных этнических групп. Существует два типа общин, одна из которых основана на родственных названа родовая община, а другая — на территориальных названа территориально-соседская община. Совместное управление является важным аспектом общины, поскольку оно обеспечивает не только сохранение культурной самобытности коренных народов общины, но и бережное отношение к окружающей среде, так как экологический след оленеводства гораздо меньше, чем любого другого вида развития в регионе. Из-за того, что на общине лишь небольшой процент людей владеет оленями, урожаи невелики, а мясо в основном употребляется или делится для личного пользования, хотя иногда оно продается неофициально.

## Общины в разных странах мира
Субак
Система субак состоит из самоорганизованных сетей кооперативов, принимающих коллективные решения. Они возникли на острове Бали, Индонезия, и насчитывают более тысячелетия. Они лучше всего подходят для решения сложной социально-экологической проблемы распределения воды в Индонезии. Доступ к ирригации равномерно распределяется между членами кооператива, что делает их чрезвычайно успешным примером общего пользования. Члены кооператива, которые находятся ближе всего к реке, имеют очевидное преимущество, но, тем не менее, они предпочитают делиться водными ресурсами даже с теми, кто находится дальше всех. Кооперативы субак имеют сотни многоуровневых водных храмов, которые равномерно распределены по всей коллективной земле. Они также широко преуспели в плане урожайности, так как у них самая высокая урожайность с гектара в Индонезии. Согласно историческим записям, урожайность риса постоянно остается высокой и стабильной. Каждый субак выполняет важные аграрные, а также юридические и духовные функции. Как и общины, они глубоко демократичны и эгалитарны, служат интересам всех фермеров данного района и обеспечивают сотрудничество между районами.
Экопоселения
Идея жизни в общине существовала с древних времён. Но экопоселения — это новое явление, которое стало известно в 1970-х годах. Экопоселения — это небольшие, самодостаточные и намеренные сообщества, созданные группой людей, желающих жить устойчиво и оказывать минимальное воздействие на окружающую среду. Жители экопоселений стремятся жить в гармонии с природой, учатся жить за счет предоставленных ресурсов, не выходя за естественные пределы. Общины, как правило, принимают решения коллективно и придерживаются определённых ценностей, которые позволяют им функционировать как сообщество. Они могут различаться по размеру и встречаются в разных частях света. В настоящее время в мире насчитывается более 10 000 экопоселений. Наиболее известные примеры экопоселений включают Ла Монтанья, Чили, Ферма, США, Лас Гавиотас, Колумбия.